# António Lopes Ribeiro
António Filipe Lopes Ribeiro (Coração de Jesus, Lisboa, 16 de abril de 1908 — Pena, Lisboa, 14 de abril de 1995) foi um cineasta português.

## Biografia
Nasceu a 16 de abril de 1908, no 2.º andar do n.º 77 da Rua Conde de Redondo, freguesia do Coração de Jesus (Lisboa), e foi batizado nessa freguesia a 10 de maio de 1908 como filho de Manuel Henrique Correia da Silva Ribeiro, empregado no comércio, e de sua mulher Esther Nazareth Walbeehm Lopes Ribeiro, ambos naturais de Lisboa (ele da freguesia de Santa Isabel e ela da freguesia das Mercês). Era irmão do ator Ribeirinho. Começou por se dedicar à crítica cinematográfica, a partir dos 17 anos de idade, no Diário de Lisboa, e no exercício da qual fundou diversas revistas dedicadas à crítica de cinema. Três anos mais tarde, estreou-se como realizador com o documentário Bailando ao Sol (1928).
De 1940 a 1970, parte da sua obra cinematográfica é dedicada aos atos oficiais do Estado Novo, sendo por isso chamado "cineasta do regime". Alguns exemplos desta faceta de Lopes Ribeiro são A Revolução de Maio (1937), o Feitiço do Império (1940) ou Manifestação Nacional a Salazar (1941). A 22 de julho de 1940, foi agraciado com o grau de Oficial da Ordem Militar de Sant'Iago da Espada.
Para além destas duas atividades, António Lopes Ribeiro demarcou-se como produtor de cinema (fundador das Produções Lopes Ribeiro em 1941), jornalista, argumentista, profissional de televisão desde 1957 (foi apresentador do programa Museu do Cinema, na RTP, de 1961 a 1974), da rádio e figura do teatro.
Dirigiu a revista de cinema Animatógrafo e o seu nome consta da lista de colaboradores da revista de cinema Movimento. (1933-1934) e também da revista luso-brasileira Atlântico.

## Vida pessoal
A 19 de novembro de 1930, casou primeira vez, civilmente, com Estela Martins, natural de Lisboa (freguesia da Madalena), de quem se divorciaria. A 4 de setembro de 1941, casou segunda vez, civilmente, com Elisa da Luz Correia de Matos, natural de Lisboa (freguesia de Santa Catarina). Ficou viúvo de Elisa em 14 de março de 1978.
Morreu a 14 de abril de 1995, na freguesia da Pena, em Lisboa.

## Filmografia (realizador)
- Dia de Portugal na Expo'70 (1970)
- Portugal de Luto na Morte de Salazar (1970)
- Portugal na Expo'70 (1970)
- Casa Bancária Pinto de Magalhães (1963)
- Instituto de Oncologia (1963)
- I Salão de Antiguidades, O (1963)
- Artes ao Serviço da Nação, As (1962)
- Arte Sacra (1960)
- Indústrias Regionais (1960)
- Monumentos de Belém, Os (1960)
- Mosteiros Portugueses (1960)
- O Primo Basílio (1959)
- Comemorações Nacionais (1958)
- Portugal na Exposição Universal de Bruxelas (1958)
- 30 Anos com Salazar (1957)
- A Gloriosa Viagem ao Brasil (1957)
- A Rainha Isabel II em Portugal (1957)
- A Viagem Presidencial ao Brasil (1957)
- A Visita a Portugal da Rainha Isabel II da Grã-Bretanha (1957)
- A Visita do Ministro Paulo Cunha aos Portugueses da Califórnia (1956)
- A Visita do Chefe do Estado à Ilha da Madeira (1955)
- Cortejos de Oferendas (1953)
- Jubileu de Salazar, O (1953)
- A Viagem Presidencial a Espanha (1953)
- A Celebração do 28 de Maio de 1952 (1952)
- Rodas de Lisboa, As (1951)
- Frei Luís de Sousa (1950)
- Algarve d'Além-Mar (1950)
- Casas para Trabalhadores (1950)
- A Festa dos Tabuleiros em Tomar (1950)
- Segurança Social e Assistência Médica (1950)
- Serviços Médico-Sociais (1950)
- Trabalho e Previdência (1950)
- Estampas Antigas de Portugal (1949)
- Só Tem Varíola Quem Quer (1949)
- Lisboa de Hoje e de Amanhã (1948)
- Anjos e Demónios (1947)
- Cortejo Histórico de Lisboa, O (1947)
- A Vizinha do Lado (1945)
- Ilhas Crioulas de Cabo Verde, As (1945)
- A Morte e a Vida do Engenheiro Duarte Pacheco (1944)
- Amor de Perdição (1943)
- Portugal na Exposição de Paris de 1937 (1942)
- O Pai Tirano (1941)
- Feitiço do Império (1940)
- Guiné, Berço do Império (1940)
- Exposição Histórica da Ocupação (1938)
- A Revolução de Maio (1937)
- Fogos Reais na Escola Prática de Infantaria (1935)
- Gado Bravo (1934)
- A Preparação do Filme 'Gado Bravo' (1933)
- Curso de Oficiais Milicianos em Mafra (1932)
- Uma Batida em Malpique (1929)
- Bailando ao Sol (1928)

### Documentários do Estado Novo[6]
- Viagem de Sua Excelência o Presidente da República a Angola (1939);
- As Festas do Duplo Centenário (1940);
- A Manifestação Nacional a Salazar (Jornal Português nº 25) (1941);
- A Exposição do Mundo Português (1941);
- 10 Junho: Inauguração do Estádio Nacional (1944);
- A Manifestação a Carmona e a Salazar Pela Paz Portuguesa (Jornal Português nº 52) (1945);